# Terralonus
Terralonus  (лат.) — род пауков-скакунов из подсемейства Dendryphantinae. Представители обладают телом вытянутой формы и характеризуются крапчатой окраской, определяющейся грубыми волосками серого или бурого цвета, густо покрывающими поверхность тела. Эмболюсы — парные копулятивные отростки на педипальпах самцов — у большинства видов удлинённые. Terralonus живут на поверхности почвы в биотопах с негустой растительностью или вовсе её лишённых.

## Перечень видов
В настоящее время к роду относят 7 видов, распространённых на западе США:
- Terralonus banksi (Roewer, 1951)
- Terralonus californicus (Peckham et Peckham, 1888)
- Terralonus fraternus (Banks, 1932)
- Terralonus mylothrus (Chamberlin, 1925)
- Terralonus shaferi (Gertsch et Riechert, 1976)
- Terralonus unicus (Chamberlin et Gertsch, 1930)
- Terralonus versicolor (Peckham et Peckham, 1909)